# Подруг-Кокотович, Милка
Милка Подруг-Кокотович (хорв. Milka Podrug-Kokotović; 19 сентября 1930, Dicmo, Сплитско-Далматинская жупания — 7 июня 2025, Сплит) — хорватская актриса театра, телевидения и кино.

## Биография
Родилась в Дикме, но провела детство и юность в соседнем Сплите, где ранее жили её родители. Окончив Классическую гимназию в Сплите, она поступила в актёрскую школу в Загребе, которую окончила в 1953 году в Сараево. Она провела один сезон в Театре Шибеника. С 1954 года выступала в Театре Марина Држича в Дубровнике. С 1964 года принимала участие в Летнем фестивале в Дубровнике.
Её считали характерной актрисой. Она играла как роли трагических героинь, так и комических персонажей.
В 1993 году получила премию Владимира Назора за заслуги в жизни.
Умерла 7 июня 2025 года в возрасте 94 лет в Сплите.